# Outside the Gate
Outside the Gate – siódmy album angielskiego zespołu Killing Joke, będący niewątpliwie najbardziej kontrowersyjnym z dokonań grupy. Różni się wśród innych płyt m.in. tym, że dominującym instrumentem jest tu syntezator.
W czasie tworzenia albumu doszło do kłótni, podczas której basista Paul Raven oraz perkusista Paul Ferguson zostali zwolnieni z zespołu. Pozostali w nim tylko Jaz Coleman i gitarzysta Geordie Walker, którzy jako jedyni zostali wymienieni wśród autorów płyty. Pomimo tego, rola Geordiego w tworzeniu muzyki została mocno ograniczona. Płyta ta czasami jest oceniana bardziej jako solowe dokonanie Jaza Colemana niż całego zespołu.
Coleman stwierdził, że to wytwórnia naciskała na niego oraz Walkera, aby album został wydany pod szyldem Killing Joke, co miało zapewnić zwrot przekroczonego budżetu płyty. Przykładowo, według twierdzenia Colemana, wydano kwotę £15,000 na bezowocne próby nagrania perkusji Fergusona, zanim nie został on zastąpiony przez muzyka sesyjnego Jimmy'ego Copleya.
Album ten nie był promowany trasą koncertową i Coleman z Walkerem czasowo rozwiązali zespół, gdy zaraz po wydaniu rozpoczęli batalię przeciwko wytwórni aby uwolnić się z kontraktu.
Pierwotne wydanie było dedykowane Conniemu Plankowi, zmarłemu w 1987 producentowi dwóch albumów Killing Joke. Wznowienie z roku 2008 zadedykowano Paulowi Ravenowi (zmarłemu w 2007).

## Spis utworów
Wszystkie utwory autorstwa Coleman/Walker.
1. "America" – 3:47
2. "My Love of this Land" – 4:13
3. "Stay One Jump Ahead" – 3:10
4. "Unto the Ends of the Earth" – 6:08
5. "The Calling" – 4:45
6. "Obsession" – 3:35
7. "Tiahuanaco" – 3:27
8. "Outside the Gate" – 8:47
9. "America (Extended Mix)*" – 6:47
10. "Stay One Jump Ahead (Extended Mix)*" – 5:46

Utwory oznaczone asteriskiem (*) zostały wydane tylko na płycie CD
wydanie z 2008:
1. "America" – 3:47
2. "My Love of this Land" – 4:13
3. "Stay One Jump Ahead" – 3:10
4. "Unto the Ends of the Earth" – 6:08
5. "The Calling" – 4:45
6. "Obsession" – 3:35
7. "Tiahuanaco" – 3:27
8. "Outside the Gate" – 8:47
9. "May Day"* – 3:50
10. "My Love of This Land" (Early Version)* – 4:16
11. "Obsession" (Early Version)* – 3:48
12. "Unto the Ends of the Earth" (Instrumental)* – 6:07
13. "Jihad" – 6:03
14. "America" (Extended Mix) – 6:47
15. "Stay One Jump Ahead" (Dub)* – 3:30

Utwory oznaczone asteriskiem (*) były poprzednio nie wydane.

## Skład zespołu
- Jaz Coleman – śpiew, syntezatory
- Kevin "Geordie" Walker – gitara, gitara basowa
- Paul Raven – gitara basowa (jego nazwisko zostało usunięte z listy wykonawców płyty )
- Jimmy Copley – perkusja
- Jeff Scantlebury – instrumenty perkusyjne
- JC 001 – rap